# Jacob Jordaens

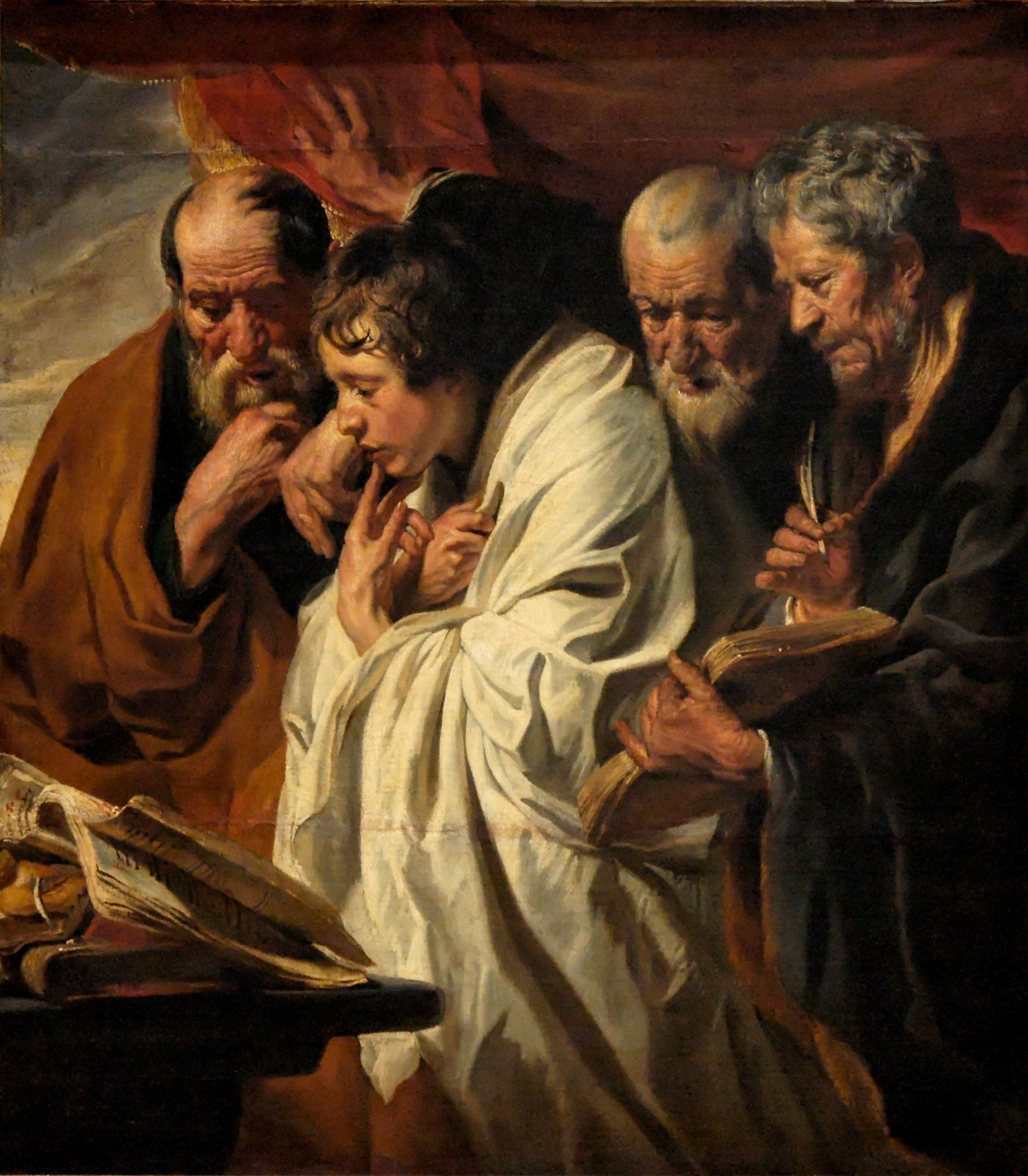
"Cei patru evanghelişti", pictură realizată în perioada 1625–1630 şi aflată la Louvre

Jacob Jordaens (n. 19 mai 1593, Antwerpen, Țările de Jos Spaniole⁠(d) – d. 18 octombrie 1678, Antwerpen, Țările de Jos Spaniole⁠(d)) a fost, alături de Peter Paul Rubens (căruia i-a fost discipol) și Anthony van Dyck, unul dintre marii pictori ai barocului flamand.
A fost un exponent de seamă al Școlii de pictură de la Anvers și a jucat un rol important în evoluția picturii flamande a secolului al XVII-lea.
Precum majoritatea reprezentanților școlii de pictură menționate, a reprezentat diverse personaje biblice, în special apostoli sau sfinți.